# Nika Melia
Nikanor Melia, en georgià ნიკა მელია (Tbilisi, Unió de Repúbliques Socialistes Soviètiques, 21 de desembre de 1979) és un polític georgià que és president del Moviment Nacional Unit i membre del parlament de Geòrgia. Va ser membre del parlament de Geòrgia del Moviment Nacional Unit des del 2016 fins al 2019. El va substituir Badri Basishvili. Té un màster en Relacions Internacionals a la Universitat d’Oxford Brookes.
És l'únic candidat de l’oposició que ha obtingut el primer lloc en qualsevol de les rondes del 2020. Eleccions legislatives de Geòrgia, però va boicotejar i no va participar en la segona volta.
El juny de 2019 va ser posat en llibertat sota fiança per haver estat acusat d’organitzar o gestionar la violència col·lectiva o participar-hi, durant les protestes georgianes del 20 al 21 de juny a Tbilisi.
El desembre de 2020, després de la dimissió de Grigol Vashadze, va ser elegit president del Moviment Nacional Unit.